# Limnophora paneliusi
Limnophora paneliusi är en tvåvingeart som beskrevs av Fritz Isidore van Emden 1958. Limnophora paneliusi ingår i släktet Limnophora och familjen husflugor. Inga underarter finns listade i Catalogue of Life.